# La bicicleta
La bicicleta è un singolo dei cantanti colombiani Carlos Vives e Shakira, estratto dai loro rispettivi album Vives e El Dorado. La canzone è stata pubblicata il 27 maggio 2016 ma ha raggiunto le radio italiane ben due mesi dopo.

## La canzone
La traccia segna la prima collaborazione tra i due artisti colombiani. È stata scritta da Shakira, Carlos Vives e Andrés Castro ed è un mix di generi latini tra cui vallenato, pop e reggaeton. Inizialmente doveva intitolarsi Vallenato desesperado, ma Shakira ha preferito chiamarla La bicicleta. La canzone rende omaggio alla loro Colombia.

## Video musicale
Il video musicale è stato girato in Colombia e diretto da Jaume de Laiguana. Mostra i due artisti in sella ad una bicicletta, mentre percorrono differenti luoghi della loro madrepatria, nonostante la canzone parli anche della città spagnola di Barcellona. Il video ha raggiunto un miliardo di visualizzazioni su Vevo.

## Tracce
- Download digitale

1. La bicicleta – 3:47

- Download digitale - Maluma Remix[16]

1. La bicicleta (Remix) (feat. Maluma) – 4:14

- Download digitale - Versione vallenato[17]

1. La Bicicleta (Versión Vallenato) – 3:53

- Download digitale - Versione pop[18]

1. La Bicicleta (Versión Pop) – 3:55

## Formazione
- Shakira - composizione, voce, produzione
- Carlos Vives - composizione, voce, produzione
- Andrés Castro - composizione, produzione, chitarra, basso, tastiere, programmazione, registrazione (voce Carlos Vives)
- Luis Fernando Ochoa - produzione, chitarra
- Christian Camilo Peña - accordi
- Tato Marenco - flauto
- Alfredo Rosado - cajón, guacharaca
- Afo Verde - produttore esecutivo
- Olgui Chirino - cori
- Andre Nascimbeni – registrazione (voce Shakira)
- Luis Barrera Jr. – registrazione
- Carlos Hernandez Carbonell – registrazione
- Gustavo Celis – registrazione
- Dave Claus – missaggio
- Adam Ayan – masterizzazione

## Classifiche

### Classifiche di fine anno
| Classifica (2016) | Posizione |
| ----------------- | --------- |
| Argentina         | 2         |